# Juan Recio
Juan José García Recio (Málaga, España; 20 de mayo de 1959) fue un futbolista español que se desempeñaba como centrocampista.

## Clubes
| Club      | País   | Año         |
| --------- | ------ | ----------- |
| CD Málaga | España | 1981 - 1987 |